# Маврова голова (геральдика)
Голова мавра - починаючи з ХІ століття символ, що зображує голову чорношкірої людини.

## Походження
Точне походження маврової голови є предметом суперечок. Але найімовірніше пояснення полягає в тому, що воно походить від геральдичного прапора Реконкісти, що зображує Хрест Алькораза, що символізує перемогу Педро I Арагонського над «мавританськими» королями Тайфи Сарагоси в битві при Алкоразі у 1096 році. Можливо, спочатку пов'язка на очах була пов'язкою на голові.
Інша теорія стверджує, що це нубійський Святий Маврикій (III століття нашої ери).
Найдавніше геральдичне використання голови мавра вперше зафіксовано в 1281 році, під час правління Педро III Арагонського, і являє собою хрест Алькораза, який король прийняв як свій особистий герб. Арагонська корона тривалий час керувала Сардинією та Корсикою, отримавши острови від Папи, хоча вони ніколи не здійснювали офіційного контролю. Голова мавра стала символом островів.

## Прапори, печатки та емблеми
Цей символ використовується в геральдиці, вексилографії та політичних образах.

### Прапор Корсики
Основна гербова фігура у гербі Корсики — це голова мавра. Рання версія засвідчена в Гельдернському гербовнику XIV століття, де голова мавра без пов'язок символізує Корсику як державу Арагонської корони. Цікаво, що голова мавра прикріплена до його плечей і верхньої частини тіла, і він живий і усміхнений. У 1736 році він був використаний обома сторонами під час боротьби за незалежність.
У 1760 році генерал Паскуале Паолі наказав зняти намисто з голови і підняти пов'язку. Причина цього повідомлена його біографами: «Les Corses veulent y voir clair. Les Corses veulent y voir clair. Les Corses veulent y voir clair.» (Корсиканці хочуть чітко бачити. Корсиканці хочуть чітко бачити. Корсиканці хочуть чітко бачити.) Після цього пов'язку на очах змінили на пов'язку на голові.
Нинішній прапор Корсики — корс. Bandera testa Mora — має чоловічі голови і має правильний вузол на потилиці.

### Прапор Сардинії
Прапор Сардинії неофіційно відомий як Чотири маври (італ. I quattro mori, Logudorese, Campidanese) і складається з чотирьох голів мавра.

### Фронт об'єднання Африки
«Море» — прапор і емблема Фронту об'єднання Африки. Зав'язані очі символізують неупередженість справедливості, а вузол зав'язують у стилізований символ Адінкра для всемогутності (Gye Nyame).

## Сучасні суперечки

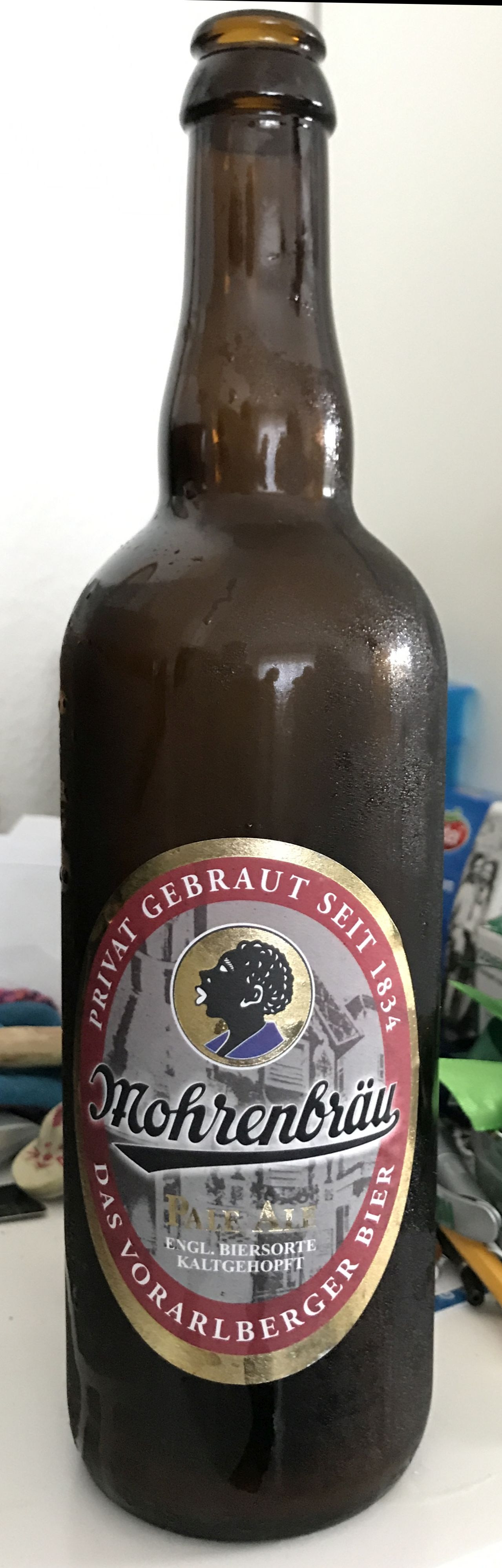
Пляшка Mohrenbrauerei

Сучасні зусилля по боротьбі з расизмом у поєднанні зі збільшенням африканської імміграції до Європи та зростанням населення афроєвропейців призвели до суперечок навколо древніх символів «голови Мавра». Наприклад, австрійську компанію Mohrenbrauerei попросили видалити «голову мавра» з її пляшок.

## Галерея

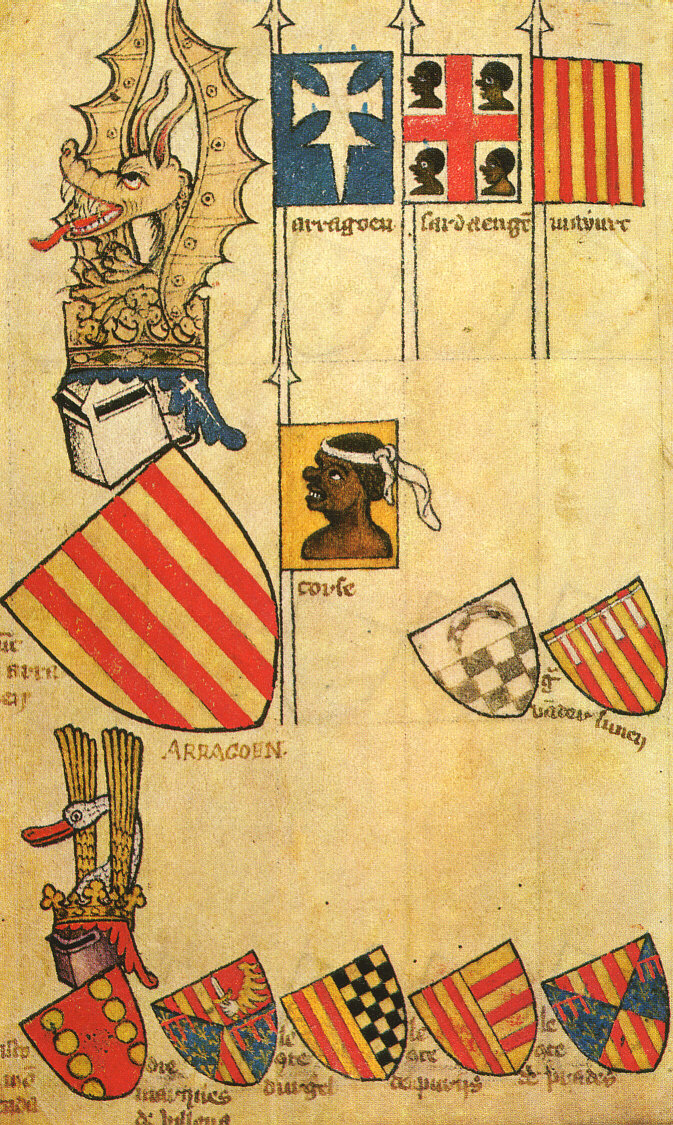
Гербовник Гельре, XIV століття
Прапор Лінкебіка, Бельгія
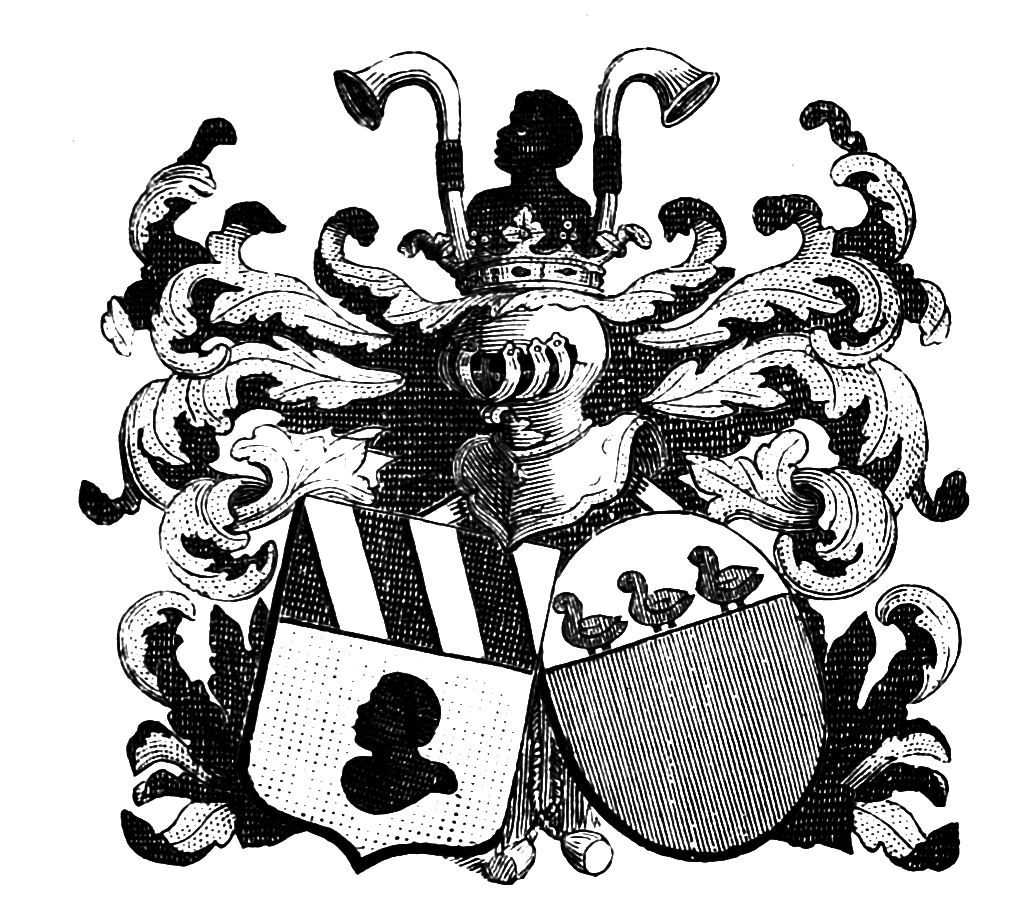
Герб Тучера фон Сіммелсдорфа з Антверпена
Герб Йосипа кардинала Ратцінгера, Архієпископа Мюнхенського і Фрайзингського, з Фрайзингським мавром
Герб Альканадре, Ла Ріоха, Іспанія, на якій зображені голови вбитих мусульман після Реконкісти
Герб Георга Генсвайна за часів папства Бенедикта XVI
Герб Авенча, Швейцарія
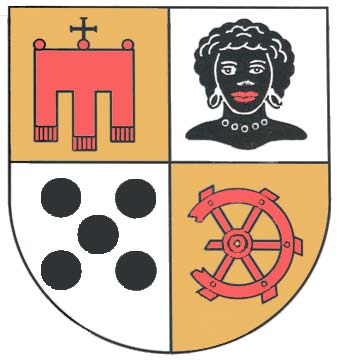
Жіноча голова мавра на гербі району Мерінгена у Штутгарті, Німеччина
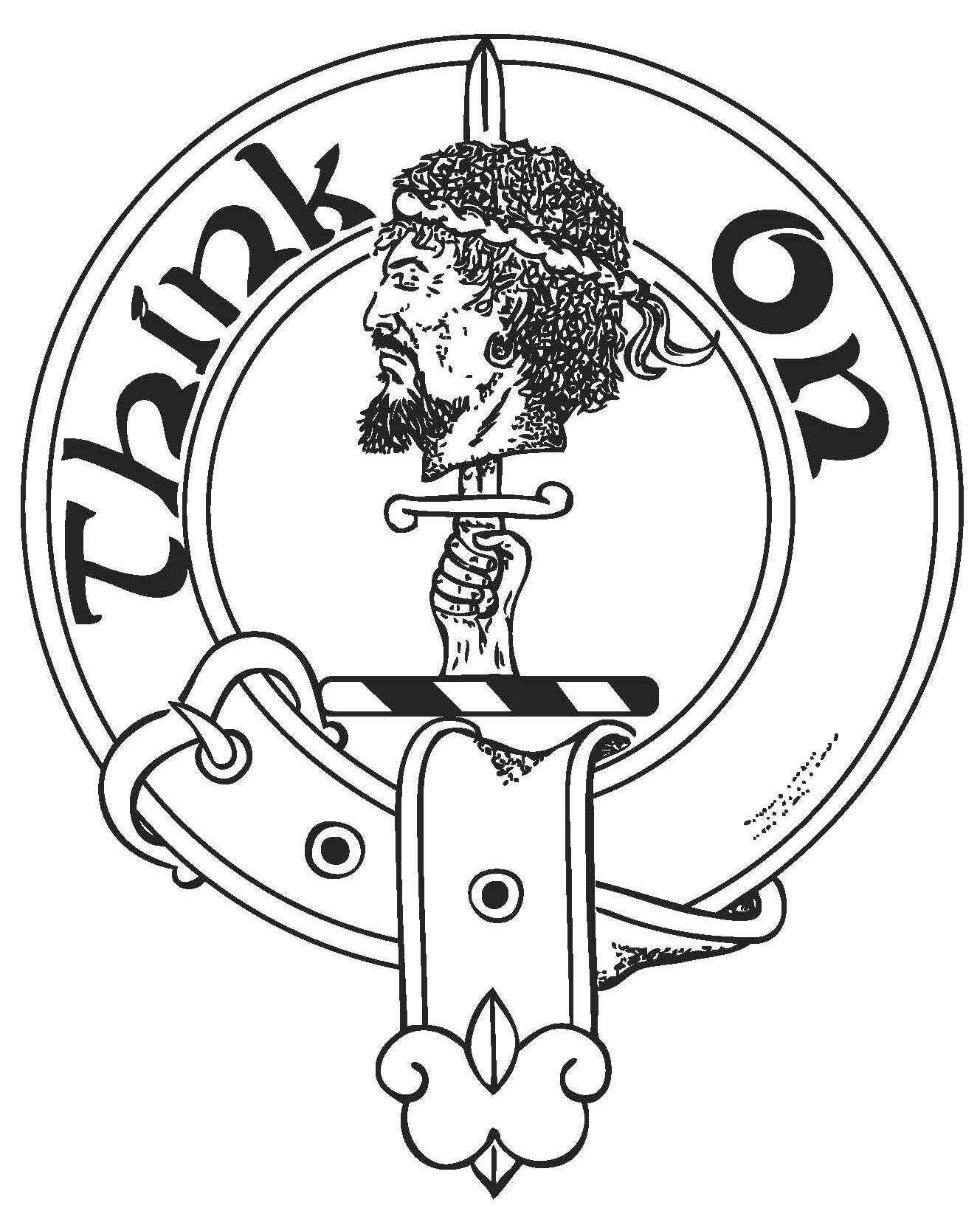
Бейдж клану Маклеллана із зображенням голови мавра
Нинішній герб Арагону містить чотири голови маврів
Прапор Сардинії
Прапор Сардинії до 1999 року
Прапор Корсики
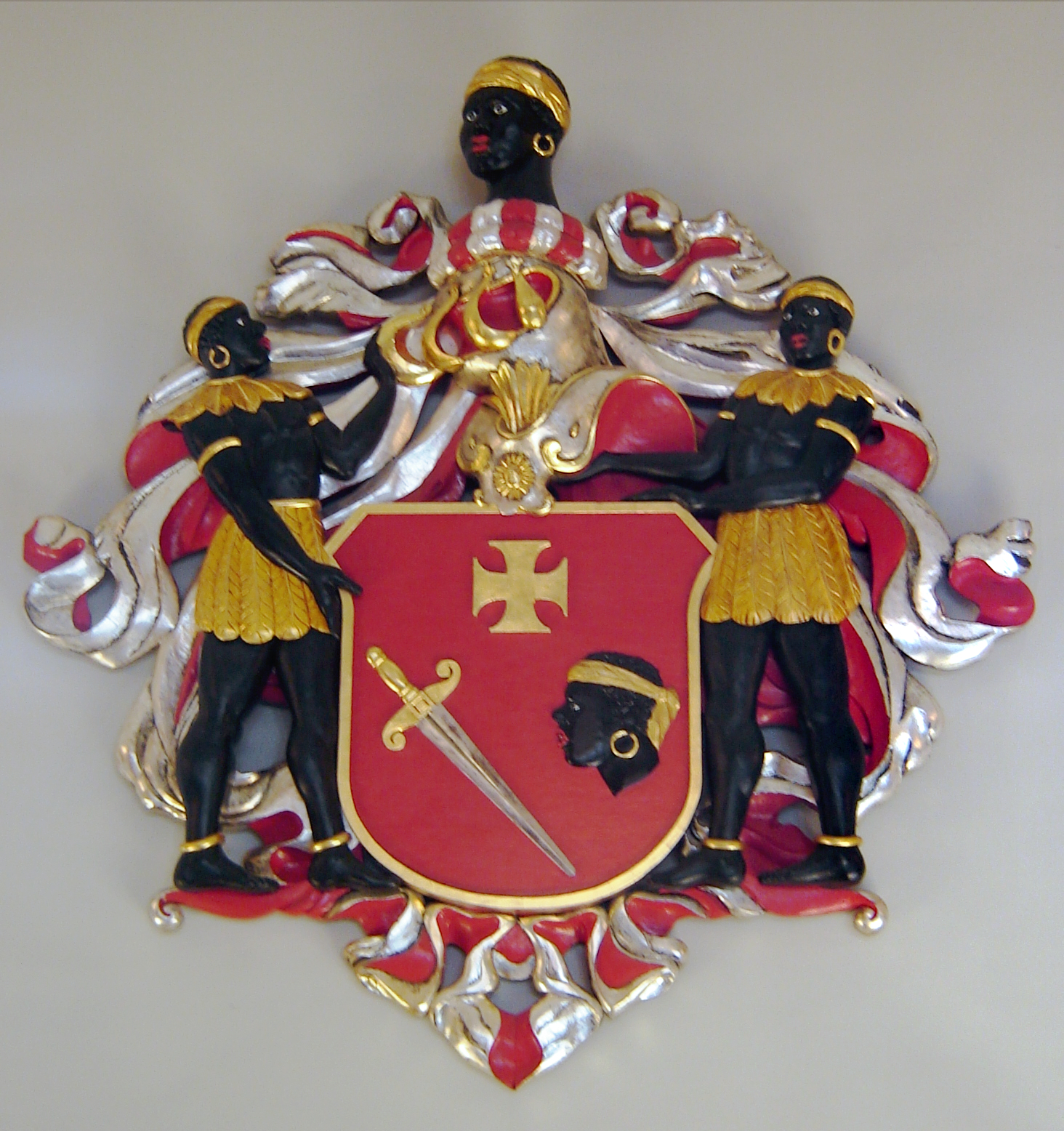
Герб Братства вугрів
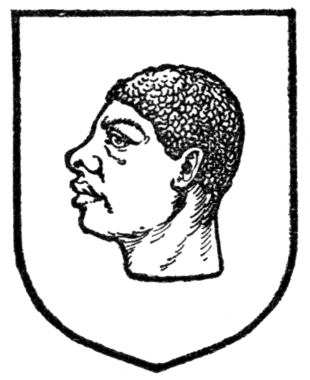
"Голова Чорногорника" (Повний посібник з геральдики, 1909)
Герб Алгарвського королівства, в межах Португалії